# Hydnum ambustum
Hydnum ambustum é uma espécia de fungo pertence à família Hydnaceae.